# Brandon Johnson
Pour les articles homonymes, voir Johnson.
Ne doit pas être confondu avec Brandon Johnson (homme politique).
Brandon Johnson (né le 2 mars 1985) est un athlète américain, spécialiste du 800 mètres.

## Biographie
En 2004, lors des Championnats du monde juniors de Grosseto en Italie, Brandon Johnson se classe deuxième de l'épreuve du 400 m haies, derrière son compatriote Kerron Clement. Il s'adjuge par ailleurs la médaille d'or du relais 4 × 400 m en compagnie de LaShawn Merritt, Jason Craig et Kerron Clement. L'équipe américaine établit l'actuel record du monde junior en 3 min 1 s 09.
Reconverti sur 800 mètres, il se classe troisième des championnats des États-Unis 2013, derrière Duane Solomon et Nick Symmonds, et obtient sa qualification pour les championnats du monde de Moscou. Il porte son record personnel à 1 min 43 s 84 le 13 juillet 2013 à Madrid.
Il fait également une rapide apparition dans la série télévisée Childrens Hospital (saison 3, épisode 3).

## Palmarès
| Date | Compétition                   | Lieu     | Résultat | Épreuve       | Temps         |
| ---- | ----------------------------- | -------- | -------- | ------------- | ------------- |
| 2004 | Championnats du monde juniors | Grosseto | 2e       | 400 m haies   |               |
| 2004 | Championnats du monde juniors | Grosseto | 1er      | 4 × 400 m     |               |
| 2014 | Relais mondiaux de l'IAAF     | Nassau   | 3e       | 4 × 800 m     | 7 min 9 s 06  |
| 2015 | Relais mondiaux de l'IAAF     | Nassau   | 1re      | Relais medley | 9 min 15 s 50 |

### Records
| Épreuve | Performance   | Lieu   | Date            |
| ------- | ------------- | ------ | --------------- |
| 800 m   | 1 min 43 s 84 | Madrid | 13 juillet 2013 |